# کارلو یانکا
کارلو یانکا (انگلیسی: Carlo Janka؛ زادهٔ ۱۵ اکتبر ۱۹۸۶ در اوبروالد، کانتون وله، سوئیس) اسکی‌باز بازنشستهٔ آلپاین اهل سوئیس است. او یکی از موفق‌ترین اسکی‌بازان دههٔ ۲۰۰۰ و اوایل ۲۰۱۰ به‌شمار می‌رود و با کسب مدال طلا در بازی‌های المپیک زمستانی ۲۰۱۰ و عنوان قهرمانی کلی جام جهانی، جایگاه ویژه‌ای در تاریخ اسکی سوئیس دارد.

### دوران ورزشی
کارلو یانکا نخستین‌بار در سال ۲۰۰۱ وارد رقابت‌های بین‌المللی شد و از سال ۲۰۰۵ به عضویت تیم ملی بزرگ‌سالان سوئیس درآمد. او در رشته‌های مختلفی از جمله اسلالوم بزرگ، اسلالوم، سوپر-جی و دان‌هِیل (سرعت) رقابت می‌کرد، اما بیش‌ترین موفقیت‌هایش در اسلالوم بزرگ رقم خورد.
در فصل ۲۰۰۹–۲۰۱۰، یانکا درخشش بی‌نظیری داشت و با کسب امتیازات بالا در رشته‌های گوناگون، توانست عنوان قهرمان کلی جام جهانی اسکی آلپاین مردان را از آن خود کند. در همین فصل، در بازی‌های المپیک زمستانی ونکوور ۲۰۱۰، او مدال طلای اسلالوم بزرگ را به‌دست آورد.

### افتخارات مهم
- مدال طلا در اسلالوم بزرگ - المپیک زمستانی ۲۰۱۰، ونکوور
- قهرمان کلی جام جهانی اسکی آلپاین مردان در فصل ۲۰۰۹–۲۰۱۰
- مدال طلا در مسابقات قهرمانی جهان ۲۰۰۹ (اسلالوم بزرگ) – والدیزر، فرانسه
- دارای ۱۱ پیروزی و بیش از ۲۵ سکو در مسابقات جام جهانی FIS

### سبک اسکی و ویژگی‌ها
یانکا به دلیل تکنیک دقیق، هماهنگی بالا و توانایی رقابت در چندین رشته، لقب «اینتروورت سریع» (The Iceman) را از رسانه‌های سوئیسی گرفت. او برخلاف بسیاری از ورزشکاران، فردی آرام و کم‌حاشیه بود، اما در پیست رقابتی بی‌نقص ظاهر می‌شد.

### مصدومیت‌ها و بازنشستگی
از سال ۲۰۱۲ به بعد، یانکا با مصدومیت‌های متعدد به‌ویژه در ناحیه کمر و زانو دست‌وپنجه نرم کرد که بر عملکرد او در مسابقات اثر گذاشت. در ژانویهٔ ۲۰۲۱، او اعلام کرد که فصل جاری آخرین فصل حرفه‌ای او خواهد بود و در نهایت، پس از مسابقات جام جهانی در آدلبودن، به‌صورت رسمی از دنیای اسکی حرفه‌ای خداحافظی کرد.

### زندگی شخصی
کارلو یانکا در روستای اوبروالد در منطقهٔ کوهستانی وله بزرگ شد و از کودکی با محیط برفی و کوهستانی انس داشت. او پس از بازنشستگی به زندگی آرام‌تری روی آورد و به فعالیت‌هایی در زمینهٔ آموزش اسکی و گردشگری کوهستانی پرداخت.